# 김지유 (1984년)
김지유(본명: 김푸른, 1984년 6월 7일 ~ )는 대한민국의 前 배우이다.

## 생애
2004년 엘프 싱글 1집 〈elf〉로 데뷔하였다.
그룹 해체 후 일반인으로 돌아간 다른 멤버들과는 달리 배우로 진로를 변경하여 활동하였다.
그러나 2015년 이후로는 이렇다 할 활동도 없으며 사실상 은퇴한 상태다.

## 학력
- 장안대학교

## 경력
- 2004년 그룹 엘프 멤버

## 음악 활동

### 싱글
- 2004년 엘프 - 〈Elf〉

## 연기 활동

### 영화
- 2007년 《내 여자의 남자친구》 - 채영 역
- 2010년 《전라의 시》 - 박성애 역
- 2015년 《플랑크 상수》 - 보조 미용사 역

### 텔레비전 드라마
- 2012년 TV 도쿄 《레인보우 로즈》
- 2013년 SBS 《결혼의 여신》
- 2013년 E채널 《실업급여 로맨스》

### 시트콤
- 2003년 SBS 《압구정 종갓집》

## 연기 외 활동

### 예능
- 2003년 KBS 2TV 《자유선언 토요대작전》 - 산장미팅 장미의 전쟁

### 뮤직비디오
- 2012년 보헤미안 - 〈태양은 없다〉

### 광고
- 롯데홈쇼핑 지면
- 코카-콜라 슈웹스
- 삼성전자 갤럭시 S
- 파리바게트
- 농심 도토리 쫄쫄면